# Oeynhausen (Nieheim)
Oeynhausen is een plaats in de Duitse gemeente Nieheim, deelstaat Noordrijn-Westfalen, en telt 522 inwoners (2011).